# Football Club Crotone 2011-2012
Questa voce raccoglie le informazioni riguardanti il Football Club Crotone per la stagione sportiva 2011-2012.

## Stagione
La stagione parte ufficialmente il 14 agosto 2011 allo Stadio Ezio Scida di Crotone dove la squadra è impegnata nel secondo turno della Coppa Italia contro il Sorrento. La sfida finisce 1-0 per il Crotone grazie a un gol al 79º minuto di Galardo che qualifica i calabresi al terzo turno preliminare contro il Lecce. La sfida avviene il 21 agosto 2011 allo Stadio Via del Mare di Lecce dove i calabresi battono i padroni di casa per 2-0 grazie ai gol di Djuric al 44º minuto e di Ciano al 50º minuto.
Con questa vittoria il Crotone si qualifica al quarto turno preliminare nel quale il 23 novembre 2011 incontrerà allo Stadio Renato Dall'Ara il Bologna.
Il 27 agosto 2011, per la compagnia rossoblù ha inizio ufficialmente il campionato di Serie Bwin 2011-2012.
Gli squali ospitano allo stadio "Ezio Scida" i toscani del Livorno, guidati da Mister Walter Novellino. Davanti a circa 4.000 spettatori il Crotone viene sconfitto per 2-1 dai labronici. Le successive giornate vedono la squadra arrancare inizialmente per poi venir fuori alla lunga grazie a tre vittorie consecutive contro Gubbio (2-1); AlbinoLeffe (1-3) e Padova (2-1) che consentono ai pitagorici di collocarsi nella zona alta della parte destra della classifica.
Il 15 novembre 2011, in accordo con il consiglio di amministrazione e con la famiglia Vrenna il presidente Salvatore Gualtieri si dimette e la carica passa al nuovo presidente Gianni Vrenna, fratello di Raffaele Vrenna ex presidente "Storico" della compagine rossoblù. Salvatore Gueltieri rimane comunque in società con la carica di Vice Presidente e mantiene la carica di Consigliere di Lega.
Il Crotone continua la sua marcia in campionato con la sconfitta di Verona (2-1) il pareggio casalingo col Torino capolista (0-0); la sconfitta immeritata nel Quarto Turno di Coppa Italia a Bologna (4-2) e la successiva vittoria "Storica" in campionato a Padova col Cittadella (0-1) stadio nel quale il Crotone nelle quattro precedenti occasioni aveva sempre perso, le ultime due delle quali sono costate la partecipazione ai play-off nei due campionati precedenti. Il campionato dei Rossoblù prosegue con il pareggio interno ottenuto giocando in inferiorità numerica contro il Sassuolo terzo in classifica (1-1) e con la successiva vittoria sul campo della Nocerina (0-2). Il Girone di andata si conclude con due pesanti sconfitte; quella casalinga contro l'Ascoli ultimo in classifica (1-2) e a Brescia (3-0).
Il girone di ritorno non incomincia nei migliori dei modi; i Rossoblù rimediano altre due sconfitte a Livorno (2-1)  e in casa con il Vicenza (1-2); conseguendo così una striscia di quattro sconfitte consecutive nelle ultime quattro gare giocate. Il 23 gennaio, l'Fc Crotone comunica l'esonero di Mister Leonardo Menichini e solleva dall'incarico anche il preparatore atletico Bonatti. La squadra viene affidata a colui che, sino a quel giorno era stato il vice allenatore dei pitagorichi, Massimo Drago il quale viene promosso allenatore in prima della squadra e diventa così il secondo allenatore Crotonese a guidare la squadra della sua città in un campionato professionistico. Drago, debutta in quel di Castellamare di Stabia dove riesce a strappare un pareggio (2-2) anche se fino al 95' i rossoblù conducevano per 2-1, grazie alle due reti messe a segno dal brasiliano Caetano Calil, interrompendo la striscia negativa di sconfitte consecutive (4). Il 9 febbraio la famiglia Vrenna viene premiata per il traguardo raggiunto dei 20 anni alla guida del club pitagorico: vengono premiati il presidente Gianni Vrenna e il vice presidente Salvatore Gualtieri davanti a ospiti prestigiosi, tra cui l'ex allenatore del Crotone, Gigi De Rosa. Nelle cinque gare consecutive sotto la gestione Drago arrivano una sconfitta in casa con il Pescara del tecnico boemo Zdeněk Zeman (1-2), e ben sei pareggi consecutivi con Empoli (1-1); Grosseto (2-2); Vicenza (1-1); Bari (1-1); Modena (2-2) e Gubbio (3-3).
Il Crotone ritorna alla vittoria nel turno casalingo con l'AlbinoLeffe, e lo fa in modo convincente (5-2), e allunga la striscia di risultati utili consecutivi vincendo anche nelle successive gare a Padova (1-2) e in casa con una prestigiosa avversaria, la Sampdoria (1-0). Alle 35ª Giornata è tempo di Derby di ritorno, e i pitagorici di mister Drago sono di scena allo stadio Oreste Granillo di Reggio Calabria: La gara si conclude in parità (1-1) con gli squali che riescono in una gara nervosa (conclusa con 9 calciatori amaranto e 10 rossoblù in campo) ad agguantare il pareggio a pochi secondi dal termine e in pieno recupero grazie a una rete messa a segno dal giovane attaccante scuola Roma Stefano Pettinari. Nel Turno successivo la striscia di risultati utili consecutivi sale addirittura a undici grazie alla vittoria schiacciante contro il Verona capolista (3-1) con i rossoblù che agilmente riescono già nel primo tempo a segnare tre reti davanti ai circa 4.100 spettatori calorosi dello Scida e a indirizzare la gara a loro favore, raggiungendo così quota 43 punti in classifica.
La stagione dei rossoblù prosegue a ritmo alterno susseguendosi una serie di vittorie e sconfitte ciclo che incomincia con una sconfitta in trasferta a Torino (2-1); una vittoria casalinga contro il Cittadella (3-1); una sconfitta a Modena con il Sassuolo (2-0) e una vittoria casalinga con una diretta rivale per la salvezza, la Nocerina (3-1). Questa gara casalinga contro i Molossi consegna la matematica salvezza alla squadra guidata egregiamente da mister Drago che con 49 punti a due giornate dal termine consegna alla società guidata dai fratelli Vrenna la quarta consecutiva e storica partecipazione alla serie cadetta.

## Piazzamenti nelle competizioni
- Serie B: 11°
- Coppa Italia: Quarto Turno

## Organigramma societario
Area direttiva
- Presidente: Giovanni Vrenna
- Vice Presidente: Salvatore Gualtieri
- Amministratore delegato: Giancarlo Martucci
- Amministratore: Raffaele Marino
- Direttore generale: Pier Paolo Gualtieri

Area organizzativa
- Segretario generale: Renato Punzo Colurcio
- Team manager: Roberto Emanuele
- Segretario sportivo:Anselmo Iovine

Area comunicazione
- Responsabile Marketing e Ufficio Stampa: Luciano Ierardi
- Addetto agli arbitri: Valentino Pedullà

Area tecnica
- Direttore sportivo: Beppe Ursino
- Allenatore: Leonardo Menichini, poi Massimo Drago
- Allenatore in seconda: Massimo Drago, poi Giuseppe Galluzzo
- Collaboratore: Rocco Massara
- Preparatore atletico: Andrea Bonatti
- Preparatore dei portieri: Antonio Macrì

Area sanitaria
- Responsabile sanitario: Francesco Polimeno
- Massaggiatore: Pietro Cistaro

## Rosa

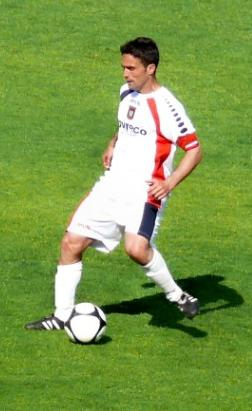
Antonio Galardo

| N. |                                 | Ruolo | Calciatore                 |
| -- | ------------------------------- | ----- | -------------------------- |
| 1  | Slovenia (bandiera)             | P     | Vid Belec                  |
| 3  | Italia (bandiera)               | D     | Francesco Migliore         |
| 4  | Italia (bandiera)               | C     | Antonio Galardo (capitano) |
| 6  | Italia (bandiera)               | D     | Alessandro Ligi            |
| 7  | Brasile (bandiera)              | C     | Caetano Calil              |
| 8  | Italia (bandiera)               | D     | Davide Colomba             |
| 9  | Italia (bandiera)               | C     | Stefano Pettinari          |
| 10 | Italia (bandiera)               | C     | Pietro De Giorgio          |
| 11 | Italia (bandiera)               | A     | Giuseppe Caccavallo        |
| 12 | Italia (bandiera)               | P     | Vincenzo Cuda              |
| 13 | Macedonia del Nord (bandiera)   | D     | Stefan Ristovski           |
| 14 | Italia (bandiera)               | D     | Simone Mirante             |
| 17 | Italia (bandiera)               | A     | Nicola Sansone             |
| 19 | Francia (bandiera)              | D     | Kévin Vinetot              |
| 21 | Italia (bandiera)               | C     | Massimo Loviso             |
| 22 | Bosnia ed Erzegovina (bandiera) | A     | Milan Đurić                |

| N. |                       | Ruolo | Calciatore          |
| -- | --------------------- | ----- | ------------------- |
| 23 | Portogallo (bandiera) | D     | Pedro Correia       |
| 24 | Italia (bandiera)     | C     | Alessandro Florenzi |
| 27 | Italia (bandiera)     | C     | Mirko Eramo         |
| 31 | Italia (bandiera)     | D     | Francesco Checcucci |
| 33 | Italia (bandiera)     | D     | Leonardo Terigi     |
| 36 | Italia (bandiera)     | C     | Raffaele Maiello    |
| 37 | Italia (bandiera)     | D     | Antonio Mazzotta    |
| 43 | Italia (bandiera)     | D     | Giuseppe Abruzzese  |
| 49 | Italia (bandiera)     | P     | Francesco De Luca   |
| 56 | Italia (bandiera)     | D     | Luca Tedeschi       |
| 57 | Italia (bandiera)     | D     | Felice Natalino     |
| 61 | Italia (bandiera)     | P     | Giacomo Bindi       |
| 76 | Italia (bandiera)     | C     | Fabio Gubinelli     |
| 77 | Marocco (bandiera)    | A     | Oussama Essabr      |
| 85 | Brasile (bandiera)    | C     | Denilson Gabionetta |
| 90 | Italia (bandiera)     | A     | Camillo Ciano       |

## Risultati

### Campionato

#### Girone di andata
| Arbitro: | Palazzino (Ciampino) |

|              |           |                                |
| Florenzi 12’ | Marcatori | 18’ (rig.), 86’ (rig.) Dionisi |

| Varese 30 agosto 2011, ore 20:45 2ª giornata | Varese              | 0 – 0 | Crotone | Stadio Franco Ossola\| Arbitro: \| Merchiori (Ferrara) \| |
| Arbitro:                                     | Merchiori (Ferrara) |       |         |                                                           |

| Crotone 4 settembre 2011, ore 15:00 3ª giornata | Crotone             | 0 – 0 | Juve Stabia | Stadio Ezio Scida\| Arbitro: \| Gavillucci (Latina) \| |
| Arbitro:                                        | Gavillucci (Latina) |       |             |                                                        |

| Arbitro: | Ciampi (Roma) |

|                   |           |  |
| Sansovini 8’, 58’ | Marcatori |  |

| Arbitro: | Calvarese (Teramo) |

|                            |           |                  |
| Pettinari 26’ C. Ciano 34’ | Marcatori | 8’ (rig.) Tavano |

| Arbitro: | Mariani (Aprilia) |

|                           |           |  |
| Caridi 37’ Alfageme 90+4’ | Marcatori |  |

| Arbitro: | Irrati (Pistoia) |

|                             |           |                       |
| Pettinari 6’ N. Sansone 80’ | Marcatori | 29’ Paro 76’ Misuraca |

| Arbitro: | Giacomelli (Trieste) |

|  |           |             |
|  | Marcatori | 63’ Claiton |

| Arbitro: | Baratta (Salerno) |

|                  |           |           |
| Eramo 60’ (aut.) | Marcatori | 27’ Eramo |

| Arbitro: | Giancola (Vasto) |

|                                    |           |                |
| Gabionetta 13’ (rig.) Djuric 90+2’ | Marcatori | 60’ D. Ciofani |

| Arbitro: | Viti (Campobasso) |

|            |           |                                           |
| Foglio 50’ | Marcatori | 45’ Djuric 53’ (rig.) Loviso 87’ C. Ciano |

| Arbitro: | Cervellera (Taranto) |

|                        |           |           |
| Calil 34’ Florenzi 40’ | Marcatori | 52’ Cacia |

| Arbitro: | Gallione (Alessandria) |

|                               |           |  |
| Abruzzese 42’ (aut.) Foti 80’ | Marcatori |  |

| Arbitro: | Velotto (Grosseto) |

|              |           |               |
| C. Ciano 65’ | Marcatori | 31’ Missiroli |

| Arbitro: | Gavillucci (Latina) |

|                             |           |           |
| Pichlmann 17’ Maietta 90+2’ | Marcatori | 86’ Calil |

| Crotone 19 novembre 2011, ore 15:00 16ª giornata | Crotone      | 0 – 0 | Torino | Stadio Ezio Scida\| Arbitro: \| Nasca (Bari) \| |
| Arbitro:                                         | Nasca (Bari) |       |        |                                                 |

| Arbitro: | Viti (Campobasso) |

|  |           |           |
|  | Marcatori | 43’ Calil |

| Arbitro: | Ostinelli (Como) |

|           |           |            |
| Calil 68’ | Marcatori | 5’ Masucci |

| Arbitro: | Palazzino (Ciampino) |

|  |           |                     |
|  | Marcatori | 53’, 54’ Gabionetta |

| Arbitro: | Di Bello (Brindisi) |

|              |           |                          |
| Florenzi 84’ | Marcatori | 64’ Peccarisi 75’ Soncin |

| Arbitro: | Di Paolo (Avezzano) |

|                                       |           |  |
| El Kaddouri 14’ Vass 64’ Feczesin 74’ | Marcatori |  |

#### Girone di ritorno
| Arbitro: | Baratta (Salerno) |

|                                 |           |               |
| Paulinho 24’ Dionisi 50’ (rig.) | Marcatori | 3’ N. Sansone |

| Arbitro: | Mariani (Aprilia) |

|                |           |                                  |
| Florenzi 90+2’ | Marcatori | 41’ Terlizzi 70’ (rig.) Carrozza |

| Arbitro: | Giancola (Vasto) |

|                            |           |                |
| Danilevicius 83’ Sau 90+6’ | Marcatori | 25’, 76’ Calil |

| Arbitro: | Irrati (Pistoia) |

|              |           |                             |
| Florenzi 43’ | Marcatori | 45+3’ Immobile 82’ Cascione |

| Arbitro: | Tommasi (Bassano del Grappa) |

|           |           |                |
| Buscè 73’ | Marcatori | 14’ N. Sansone |

| Arbitro: | Calvarese (Teramo) |

|                          |           |                         |
| Calil 84’ Florenzi 90+4’ | Marcatori | 12’ Mancino 87’ Curiale |

| Arbitro: | Nasca (Bari) |

|              |           |              |
| Paolucci 48’ | Marcatori | 51’ Florenzi |

| Arbitro: | Gallione (Alessandria) |

|                     |           |           |
| Florenzi 13’ (aut.) | Marcatori | 87’ Calil |

| Arbitro: | Baracani (Firenze) |

|                                |           |                     |
| Perticone 21’ (aut.) Calil 40’ | Marcatori | 16’, 71’ Di Gennaro |

| Arbitro: | Giacomelli (Trieste) |

|                                          |           |                                        |
| D. Ciofani 37’ Boisfer 69’ Cottafava 89’ | Marcatori | 66’ N. Sansone 74’, 90+2’ (rig.) Calil |

| Arbitro: | Tommasi (Bassano del Grappa) |

|                                                            |           |                            |
| Gabionetta 7’, 28’ Florenzi 36’ N. Sansone 81’ Calil 90+3’ | Marcatori | 32’ (rig.) Cisse 84’ Torri |

| Arbitro: | Velotto (Grosseto) |

|            |           |                   |
| Cutolo 62’ | Marcatori | 15’, 22’ Florenzi |

| Arbitro: | Candussio (Cervignano del Friuli) |

|             |           |  |
| Eramo 90+4’ | Marcatori |  |

| Arbitro: | Merchiori (Ferrara) |

|               |           |                 |
| Angella 45+2’ | Marcatori | 90+3’ Pettinari |

| Arbitro: | Massa (Imperia) |

|                                    |           |              |
| C. Ciano 5’ Florenzi 23’ Calil 45’ | Marcatori | 63’ N. Galli |

| Arbitro: | Di Bello (Brindisi) |

|                     |           |                  |
| Glik 3’ Sgrigna 39’ | Marcatori | 60’ (rig.) Calil |

| Arbitro: | Cervellera (Taranto) |

|                             |           |              |
| Calil 55’, 70’ C. Ciano 67’ | Marcatori | 20’ Di Nardo |

| Arbitro: | Baracani (Firenze) |

|                          |           |  |
| Boakye 64’ Missiroli 78’ | Marcatori |  |

| Arbitro: | Nasca (Bari) |

|                                         |           |               |
| Calil 75’ C. Ciano 82’ Gabionetta 90+4’ | Marcatori | 90+2’ Di Maio |

| Arbitro: | Ostinelli (Como) |

|                                |           |                          |
| Papa Waigo 31’, 82’ Soncin 45’ | Marcatori | 15’ Essabr 52’ Pettinari |

| Arbitro: | Di Paolo (Avezzano) |

|                                                |           |              |
| De Giorgio 56’, 58’ Pettinari 61’ C. Ciano 68’ | Marcatori | 83’ Zambelli |

### Coppa Italia
| Arbitro: | Di Bello (Brindisi) |

|             |           |  |
| Galardo 79’ | Marcatori |  |

| Arbitro: | Celi (Bari) |

|  |           |                         |
|  | Marcatori | 44’ Djuric 50’ C. Ciano |

| Arbitro: | Giannoccaro (Lecce) |

|                                                            |           |                                  |
| Diamanti 11’ (rig.) Vantaggiato 48’ Gimenez 49’ Paponi 65’ | Marcatori | 71’ N. Sansone 80’ (rig.) Djuric |